# Putorieae
Putorieae es una tribu de plantas perteneciente a la familia Rubiaceae.

## Géneros
Según NCBI
- Aitchisonia - Choulettia - Plocama - Pterogaillonia[1]

Según GRIN
- Plocama Aiton
- Putoria Pers.[2]